# イアン・G・マッケイ
イアン・ジェラルド・マッケイ（英語: Ian Gerard McKay, 1963年 - ）は、カナダの実業や政治の幅広い分野で活動するエグゼクティブである。彼は、3年間のインベスト・イン・カナダのCEO在職を経て、2021年4月15日にカナダの国際関係省から駐日大使に任命された。また、マッケイは、首相特使として日本に派遣され、環太平洋パートナーシップ協定（TPP）の最終交渉の成立に寄与した事でも評価を受けている。

## 生い立ち
マッケイは5人兄弟の末子として、ブリティッシュコロンビア州のカムループスで生まれ、同州のペンティクトンで育った。1980年7月、彼は地元から日本の北海道池田町に派遣され、同地で暮らした。16歳の彼は、日本とその言語に対する生涯にわたる理解を深めた。1981年にペンティクトン中等教育学校を卒業した彼は、ロータリー青少年交換で日本に戻り、学生時代に続き14年間に渡って日本に居住し、働いた。
マッケイは、ビクトリア大学とブリティッシュコロンビア大学で、政治学とアジア学を学び、2005年にオンタリオ州キングストンにあるクイーンズ大学でMBAを取得した。

## 実業
ブリティッシュ・コロンビア大学で学んだ後の1987年、マッケイは、ニューヨークのユーロブローカーズ・インベストメントにデリバティブブローカーとして雇われた。続いて1994年に、彼はユーロブローカーズの東京支社に赴任、業務責任者となった。1998年、マッケイはロンドンに移り、ユーロブローカーズ・インターナシナルの共同業務責任者になった。2006年から2009年まで、マッケイはICAPキャピタルマーケット（カナダ）のビジネス開発の責任者として、バンクーバーとカルガリーのエネルギー市場で働いた。
18年間に渡って、ニューヨーク、東京、ロンドン、バンクーバーにおいて金融業に携わった後、マッケイは、3名のオタワの連邦閣僚の上級政策顧問を務めた。2010年3月から2013年5月まで、彼はカナダ自由党の国内責任者を務めた。オタワで過ごした後バンクーバーに戻ったマッケイは、2013年から2018年までの5年間に渡って、バンクーバー市の経済発展を図る機関であるバンクーバー経済委員会のCEOを務めた。